# José Farías
Pour les articles homonymes, voir Farías.
José Farías  né le 17 avril 1937 à Bolívar (Argentine) et mort le 10 juin 2004 dans son pays natal, est un footballeur argentin.

## Biographie
José Farías joua successivement pour Boca Juniors, Club de Gimnasia y Esgrima La Plata, Club Atlético Lanús, Club Atlético Los Andes, Club Atlético Huracán, RC Paris, RC Strasbourg, Red Star et le Toulouse FC. Il fut l'un des premiers joueurs dans le championnat français à effectuer une roulette durant un match. Il poursuivit ensuite sa carrière dans le football en tant qu'entraîneur du Toulouse FC puis du Red Star en France.

## Palmarès
- Coupe de la Ligue française en 1964 avec le Racing Club de Strasbourg
- Coupe de France en 1966 avec le Racing Club de Strasbourg